# ウーロンハイ

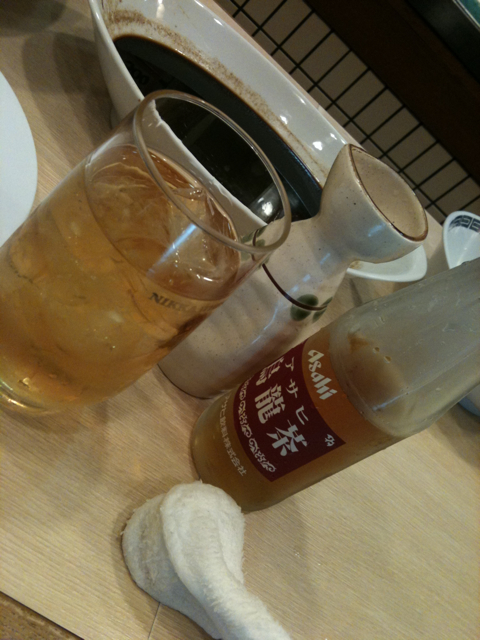
ウーロンハイ

ウーロンハイ（烏龍ハイ）とはカクテルの一種で、焼酎等のスピリッツをウーロン茶で割ったアルコール飲料。分量（レシピ）には正確な定義はない。まれにウーロンサワーとも呼ばれる。一般的には、安くて無味の甲類焼酎が使われている。缶の烏龍チューハイ（サントリー）は４％、烏龍茶割り（宝焼酎）は６％である。※ごくまれに炭酸入りのウーロンハイが作られることもあるが、基本的には無炭酸のカクテルである。
ウーロン茶の風味・香りを保ちつつアルコールが付加されており、その飲み口の爽快さを味わうものである。また、油っこくなりがちな居酒屋料理との相性も良く、気休めではあるが健康効果を期待して注文する者も多い定番メニューになっている。
「ハイ」はハイボールの略。ハイボールは日本では主として炭酸水割りを指して用いられる呼称であるが、「焼酎のウーロン茶割り」では名前が長くなってしまうので「ウーロンハイ」と呼ばれるようになった。「緑茶ハイ」も同様。